# مقاطعة كانتاغالو
مقاطعة كانتاغالو (بالبرتغالية Cantagalo)، هي مقاطعة من محافظة ساو تومي. ومن بين المقاطعات السبع التي تشكل جزر المحيط الأطلسي الاستوائية في ساو تومي وبرينسيب، وهي رابع أكبر جزيرة من حيث عدد السكان وتغطي حوالي 119 كيلومترا مربع. ويبلغ عدد سكانها 18,194 نسمة (2012). وعاصمتها هي سانتانا. قد يصل عدد السكان اليوم إلى أكثر من 000 20 نسمة وأصبحوا الآن جزءا من منطقة مترو مدينة ساو تومي.

## توأمة
لمقاطعة كانتاغالو اتفاقيات توأمة مع:
- فيسيو [4]